# Estación de Sanlúcar la Mayor
Sanlúcar la Mayor es un apeadero ferroviario situado en el municipio español de Sanlúcar la Mayor, en la provincia de Sevilla, comunidad autónoma de Andalucía. Forma parte de la línea C-5 de la red de Cercanías Sevilla operada por Renfe. El edificio de viajeros data de 1880 y es de estilo neomudéjar.

## Situación ferroviaria
Las instalaciones se encuentran situadas en el punto kilométrico 24,1 de la línea férrea de ancho ibérico Sevilla-Huelva, a 144 metros de altitud.

## Historia
La estación fue abierta al tráfico el 15 de marzo de 1880 con la puesta en funcionamiento de la línea férrea Sevilla-Huelva. La compañía MZA fue la encargada de las obras. La concesión inicial no era suya, pues la adquirió a la Compañía de los Ferrocarriles de Sevilla a Huelva y a las Minas de Río Tinto en 1877 para poder extender su red hasta el oeste de Andalucía. En 1941, con la nacionalización del ferrocarril en España, MZA desapareció y fue integrada en la Red Nacional de los Ferrocarriles Españoles (RENFE). Desde el 31 de diciembre de 2004 Adif es la titular de las instalaciones.
El 28 de marzo de 2011, tras una amplia rehabilitación, fue integrada en la red de Cercanías Sevilla.

## La estación
Está situada al este del centro urbano. Dispone de un edificio de viajeros de dos plantas y anexos de planta baja de marcado estilo neomudéjar construido a base de ladrillo y yeso. Luce almenas escalonadas, arcos de herradura y alfices adornados con arabescos. Tiene una superficie total de 351 metros cuadrados. Cuenta con un único andén de 200 metros de longitud y 68 centímetros de altura al que accede la vía principal, que da servicio a la única vía existente. En el exterior se ha habilitado un nuevo aparcamiento con 70 plazas.

## Servicios ferroviarios

### Cercanías
Forma parte de la línea C-5 de la red de Cercanías Sevilla. La frecuencia media es de un tren cada 30-60 minutos.
| procedencia/destino | < estación | Línea | estación >                      | destino/procedencia  |
| ------------------- | ---------- | ----- | ------------------------------- | -------------------- |
| Benacazón           | Benacazón  |       | Villanueva del Ariscal-Olivares | Jardines de Hércules |